# Snežni stadion, Maribor
Snežni stadion je športno središče na Pohorju. Upravitelj smučišč snežnega stadiona je Športni center Maribor Pohorje. Stadion ima pet sedežnic, 27 km tekaških prog, 41 km urejenih smučarskih prog, 16 vlečnic in ena krožno kabinsko žičnico ter urejene restavracije in hotele. Leži na nadmorski višini od 325 do 1327 metrov. Na Snežnem stadionu vsako leto prirejajo tekmovanje Zlata lisica.
- Jurij PIVKA, Maribor mesto navdiha, Založba Roman, 2012.